# سد بادوش
سد بادوش (به عربی: سد بادوش) یک سد و نیروگاه برقابی در عراق است که در بادوش در استان نینوا واقع شده‌است.